# Avengers Confidential: Black Widow & Punisher
Os Vingadores Confidencial: Viúva Negra e Justiceiro (アベンジャーズ コンフィデンシャル: ブラック・ウィドウ & パニッシャー, Abenjāzu Konfidensharu: Burakku Widō & Panisshā) é um filme de super-herói em anime diretamente em vídeo pela Madhouse. O filme é produzido por SH DTV AC BW&P Partners, outra parceria da Marvel Entertainment com Sony Pictures Entertainment Japan e Madhouse, seguindo a série Marvel Anime. O filme foi lançado na América do Norte em Blu-ray, DVD e digital no dia 25 de março de 2014.

## Sinopse
O Justiceiro e a Viúva Negra devem unir forças para deter uma organização criminosa que planejam leiloar a tecnologia roubada da S.H.I.E.L.D. para o maior lance além de um inimigo capaz de criar soldados super poderosos.

## Elenco
| Personagens                    | Dublagem japonesa | Dublagem americana |
| ------------------------------ | ----------------- | ------------------ |
| Natasha Romanoff / Viúva Negra | Miyuki Sawashiro  | Jennifer Carpenter |
| Frank Castle / Justiceiro      | Tesshō Genda      | Brian Bloom        |
| Elihas Starr / Egghead         | Hiroki Tōchi      | Grant George       |
| Orion                          | Masashi Sugawara  | JB Blanc           |
| Cain                           | Ryūzaburō Ōtomo   | Kyle Hebert        |
| Tony Stark / Homem de Ferro    | Keiji Fujiwara    | Matthew Mercer     |
| Amadeus Cho                    | Daisuke Namikawa  | Eric Bauza         |
| Maria Hill                     | Junko Minagawa    | Kari Wahlgren      |
| Clint Barton / Gavião Arqueiro | Shūhei Sakaguchi  | Matthew Mercer     |
| Bruce Banner / Hulk            | Yuichi Karasuma   | Fred Tatasciore    |
| Ren                            | Hisashi Izumi     | Fred Tatasciore    |
| Nick Fury                      | Hideaki Tezuka    | John Eric Bentley  |

## Equipe
- Jamie Simone - Diretor de Elenco e Voz

## Recepção
O portal IGN atribuiu uma pontuação de 8 de 10 dizendo que "Os Vingadores Confidencial: Viúva Negra e Justiceiro é uma oferta animada complexa e eficaz da Marvel." Den of Geek atribuiu uma pontuação mais negativa de 2 de 5, criticando o diálogo e a caracterização, mas elogiando as cenas de luta.
O filme arrecadou $723,507 dólares em vendas domésticas em DVD e $635,698 dólares em vendas domésticas do Blu-ray, trazendo o total em vendas home video para $1,359,205 dólares.